# Rena rossa
La rena rossa (indicata in lingua siciliana anche con i termini: (a) ghiara, a russa o, in italiano, terra rossa) è un materiale dall'aspetto sabbioso, caratterizzato da colori che vanno dal rosa chiaro al rosso cupo, a volte misto a lapilli di colore biancastro o nerissimo, untuosa al tatto e tingente. La rena rossa è un prodotto della cottura di sedimenti sciolti a opera di colate laviche. Veniva estratta, nei secoli passati e fino a circa la prima metà del 1900, scavando delle vaste cavità, veri labirinti di gallerie e sale delimitate da muri a secco, a ridosso degli abitati etnei e di Catania. A volte la rena rossa è frammista a cocci di oggetti in terracotta (vasellame, tegole, mattoni e altro). Tale sabbia ha proprietà pozzolaniche e veniva impastata con la calce per ottenere delle malte largamente usate in edilizia come legante e per la preparazione di caratteristici intonaci esterni. 

## Evoluzione della cava
Inizialmente l'estrazione di sabbia rossa, in siciliano ghiara (lett. "ghiaia"), avveniva contemporaneamente a quella della pietra lavica da costruzione. La tecnica prevedeva lo scavo di brevi e larghe gallerie, che partendo dal fronte della cava di pietra, si inserivano al di sotto del banco di basalto lavico. Questo, veniva sostenuto da pilastrini di ghiara o puntelli di legno. Quando lo strato di ghiara era stato sufficientemente estratto, l'abbattimento dei pilastrini di sostegno provocava il crollo del basalto, che si frantumava in grandi blocchi. Questi venivano ridotti in conci di varie dimensioni e forme dagli scalpellini (pirriatura), e utilizzati poi in muratura. Tale tecnica chiamata "abbattaggio" è ancora utilizzata nelle cave di basalto. Durante l'intensa attività edilizia nella Catania  post-terremoto del 1693 e fino alla prima metà del '900, la richiesta di ghiara si fece superiore a quella della pietra lavica, perché oltre a essere usata come legante, fu intensamente utilizzata per la preparazione di intonaci
esterni, ed è stato quindi necessario estrarla direttamente da cave indipendenti.

## Scavo delle gallerie
Le discenderie oltre che dal fronte della cava di pietra, venivano scavate nei punti in cui le colate laviche erano meno compatte; queste raggiungono con leggera pendenza il suolo preesistente all'invasione lavica.
Qui venivano scavati vasti ambienti (una cava a ridosso di via Novalucello in Catania presentava un ambiente largo una trentina di metri). Mentre avanzava il fronte di scavo, gli ambienti venivano riempiti da cumuli di pietrame di scarto, frammisto alla ghiara, che delimitati con muri a secco, li trasformavano in gallerie. Questi muri inoltre fungevano da sostegno alle volte e alle pareti. L'altezza delle gallerie era dovuta allo spessore del materiale cavato, normalmente poco superiore a un metro.

## Cosa è la rena rossa
La rena rossa ha origine nel momento in cui una colata lavica ricopre un'area costituita da terra fine o comunque frammista a pietrisco per un certo spessore (da pochi centimetri a parecchi metri). L'area potrebbe essere stata ricoperta da vegetazione o coltivazioni. Generalmente il materiale originario ha a sua volta origini vulcaniche. Il forte calore emesso dal flusso lavico al terreno sottostante, oltre a incenerire l'eventuale vegetazione presente, produce delle trasformazioni chimiche che rendono il materiale adatto per usi edilizi (la temperatura dei flussi lavici nell'area etnea a una certa distanza dagli apparati eruttivi, si aggira normalmente tra gli 800 °C e i 1.000 °C). La marcata colorazione rossa è spesso dovuta alla presenza di minerali di ferro nel terreno originario.
Dopo la fine dell'evento eruttivo e trascorso il tempo necessario al completo raffreddamento del materiale lavico (almeno diverse decine di anni), poteva cominciare l'opera di scavo. Spesso i punti di accesso erano posti lateralmente rispetto al flusso lavico in corrispondenza di zone più ricche di detriti, attraverso le quali era più facile accedere alla zona sottostante la colata e spesso erano costituiti da gallerie in forte pendio. Una volta raggiunto il livello del terreno originario, venivano scavate gallerie orizzontali dalle quali veniva estratta la rena. Durante gli scavi, venivano estratte anche le scorie laviche o lapilli che venivano usati come materiale inerte negli impasti cementizi o come riempitivi. Potevano essere estratti anche blocchi di lave basaltiche molto compatte adatte alla lavorazione a mano per la costruzione di elementi per la pavimentazione stradale. 
Altre scorie meno pregiate venivano abbandonate in gallerie in disuso o utilizzate per la costruzione di caratteristici muretti a secco e pilastri di rinforzo della galleria. Nelle cave più piccole, la struttura delle gallerie era spesso ad albero (una galleria principale con un certo numero di diramazioni laterali) ma nelle cave più estese, la struttura tendeva a diventare labirintica; spesso queste ultime avevano più ingressi. Spesso durante gli scavi, parte della volta della galleria, costituita da scorie e pomici, veniva rimossa per evitare crolli. Le gallerie venivano scavate nelle direzioni in cui lo spessore del terreno originario, composto da terra fine e povero di pietrisco, era maggiore. L'altezza della galleria era variabile da circa 60 cm ad alcuni metri in dipendenza dalla morfologia del terreno e della colata sovrastante. Dalle gallerie più basse la rena estratta veniva trasportata all'esterno a mano utilizzando opportuni contenitori da persone di piccola corporatura o spesso da bambini. Nelle gallerie più grandi venivano utilizzati muli. Spesso lo scavo produceva ampie sale a causa del congiungimento di gallerie adiacenti.
Durante gli scavi era comune rinvenire resti di costruzioni o altri reperti coperti dal flusso lavico. Inoltre se il terreno originario era ricoperto da boschi, era comune ritrovare nella volta della galleria le cosiddette 'pietre cannone' ovvero cavità tubolari inglobate nel magma solidificato originate da grossi tronchi d'albero abbattuti e inceneriti dalla colata lavica.

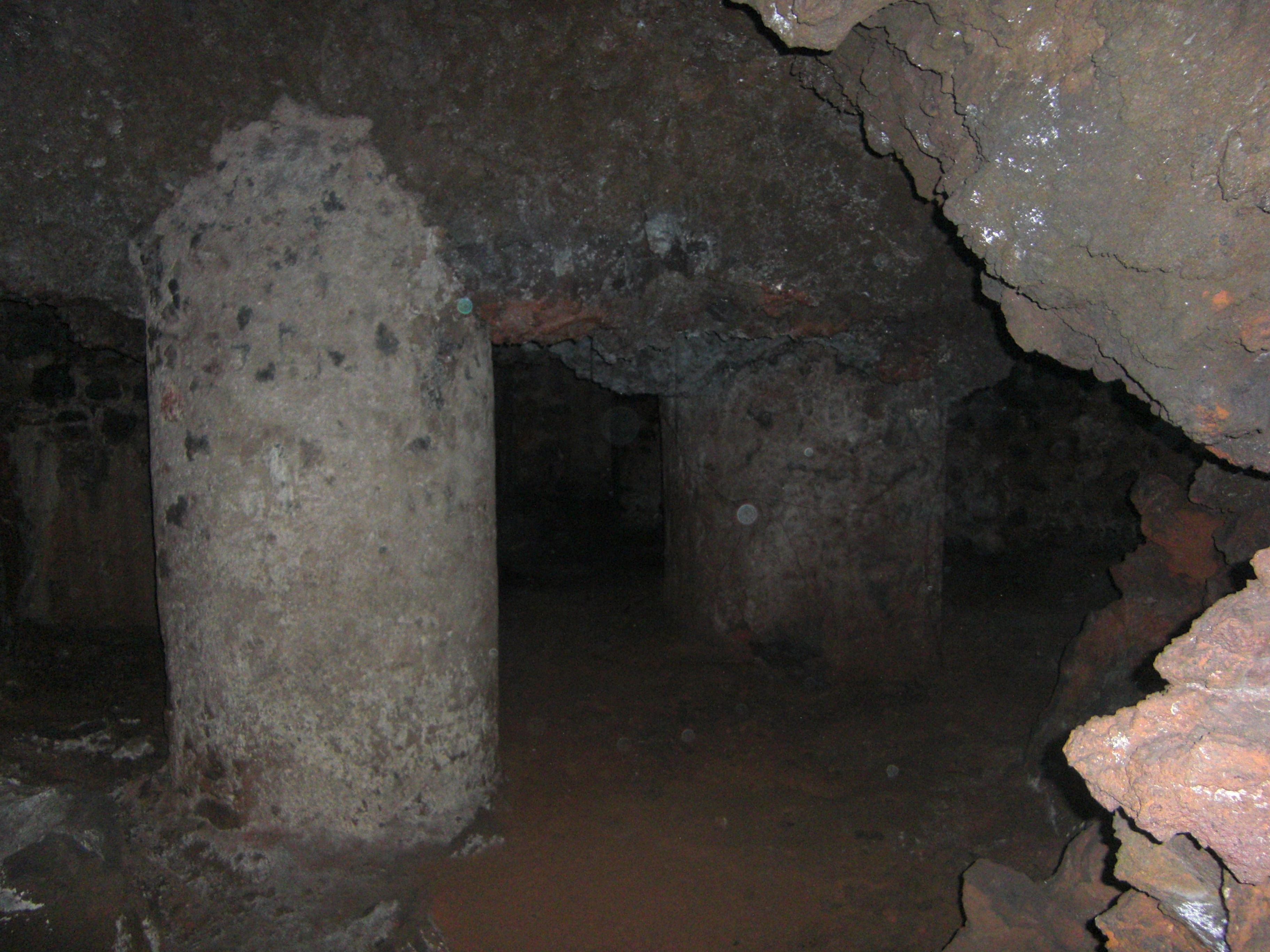
Rifugio di via Stazzone a Catania. Sala dei Pilastri.

Le condizioni di lavoro nelle cave erano piuttosto pesanti; spesso gli operai erano malamente vestiti e attrezzati e ancora più spesso erano bambini. La scarsa o inesistente ventilazione congiunta al fatto che i sistemi di illuminazione erano costituiti da candele o lampade a olio, portavano l'ambiente a temperature e livelli di umidità piuttosto elevate. Gli incidenti erano frequenti, dovute alle inesistenti norme di sicurezza e alle scarse opere di rinforzo delle gallerie.
Le cave di rena rossa vennero sfruttate nell'area etnea fino a circa la metà del '900, quando nuovi opportuni macchinari permisero di ottenere i materiali per le malte idrauliche a partire dalla frantumazione della stessa roccia lavica ottenuta da cave a cielo aperto.
Le cavità sono disseminate lungo tutta l'area etnea interessata da colate laviche a partire da epoche preistoriche. Molte di queste furono scavate vicino o addirittura sotto i centri abitati per minimizzare i costi di trasporto. Tra il 1500 e il 1800 il commercio di rena rossa fu molto fiorente a Catania e provincia specialmente nel periodo in cui l'intera città fu ricostruita in seguito all'eruzione del 1669 e al devastante terremoto del 1693 ed è documentato da registri ritrovati in antiche biblioteche cittadine.
In tempi più recenti le cavità furono poi utilizzate come depositi o abbandonate e durante l'ultimo conflitto mondiale quelle presenti nell'area cittadina di Catania, furono utilizzate come efficienti rifugi antiaerei. Tuttora alcuni di questi sono accessibili e in discreto stato di conservazione.
Rosso Malpelo il protagonista dell'omonima novella dello scrittore Giovanni Verga lavorava e morì in una cava di rena rossa.